# Planorbella magnifica
Planorbella magnifica är en snäckart som först beskrevs av Henry Augustus Pilsbry 1903.  Planorbella magnifica ingår i släktet Planorbella och familjen posthornssnäckor. IUCN kategoriserar arten globalt som sårbar. Inga underarter finns listade i Catalogue of Life.